# Metroid (alien)
 El Metroid (メトロイド?) es una especie extraterrestre ficticia en la serie homónima de videojuegos Metroid. Es un organismo flotante similar a una medusa con núcleos cuadripartitos, capaz de extraer la energía vital de cualquier forma de vida, causando generalmente la muerte de la víctima en el proceso. Esta energía también se puede extraer del Metroid a su vez, lo que permite su uso como fuente de energía viva.
Aunque los Metroids a menudo se describen como parásitos, su naturaleza de devorar de inmediato todas las formas de vida se parece más a la de un depredador.

## Características e historia
Son organismos procedentes del planeta SR-388. Se alimentan de la energía vital de los otros seres vivos, lo que ocasionan un peligro para la fauna autóctona del planeta. El metroide común sólo se compone de una gran bolsa ventral transparente, con varios órganos redondos en su interior y de cuatro colmillos en la parte posterior, dos grandes y dos pequeños. Los de gran tamaño sirven para poder sujetar a la presa y los pequeños para poder absorber su energía.
Fueron originalmente diseñados por una facción de la antigua raza Chozo para combatir a los Parásitos X en SR388, pero se volvieron contra sus amos, obligando a estos últimos a abandonar el planeta. Los Piratas Espaciales pudieron comprobar la capacidad armamentística que esto podía acarrear y comenzaron a crearlos en masa como armas biológicas. La debilidad de los metroides larva son las bajas temperaturas (que los congela), por eso son vulnerables al armamento a base de hielo, como el Ice Beam de Samus Aran, y a menudo todo lo que se necesita para terminarlos después de esto es un fuerte impacto, como uno de un misil.
Los metroides se muestran en toda la serie como altamente adaptables a estímulos externos. El Metroid estableció que la exposición a los rayos beta haría que los Metroides se multiplicaran muy rápidamente. En Metroid II: Return of Samus y el remake Metroid: Samus Returns estableció un ciclo de vida de cinco etapas en el que los Metroides nativos de su planeta de origen SR388 pasan por dos etapas de ecdisis seguidas de dos etapas de mutación, madurando a través de cinco formas previamente desconocidas: Alpha Metroid, Gamma Metroid, Zeta Metroid, Omega Metroid y la poco común Reina Metroid.
En Metroid, tras derrotar Samus Aran a los Piratas Espaciales en el planeta Zebes, en Metroid II, la Federación Galáctica envió a Samus para que exterminase a toda las especie. Tras acabar con la Reina Metroid y al resto metroids, se encuentra en su camino de vuelta un huevo Metroid, que nace una cría de Metroid, llamada por Samus como BEBE, que la sigue hasta su nave pensando que es su nave. Finalmente ella decide llevarla a la Colonia Espacial Ceres para que le hagan estudios. No obstante, en Super Metroid, la estación espacial es atacada Ridley y los Piratas Espaciales para hacerse con la cría. Samus persigue a los piratas hasta el planeta Zebes. Ahí, tras una pelea con Mother Brain, la cría metroid se sacrifica para salvar a Samus y el planeta es destruido. En Metroid: Other M, los Piratas Espaciales crearon nuevos metroides a partir de la muestras de la larva metroid en una nave abandonada conocida como el "Nave Botella". Tras el incidente en la Nave botella, Samus continúa en Metroid Fusion sus investigaciones con la Federación Galáctica de vuelta en el planeta SR-388, donde es infectada con el virus parásito llamado X. La Federación Galáctica consigue salvarla, del parásito X tras usar células de la última cría de Metroid, siendo la segunda vez que Samus es recatada por un metroid.

## Etapas

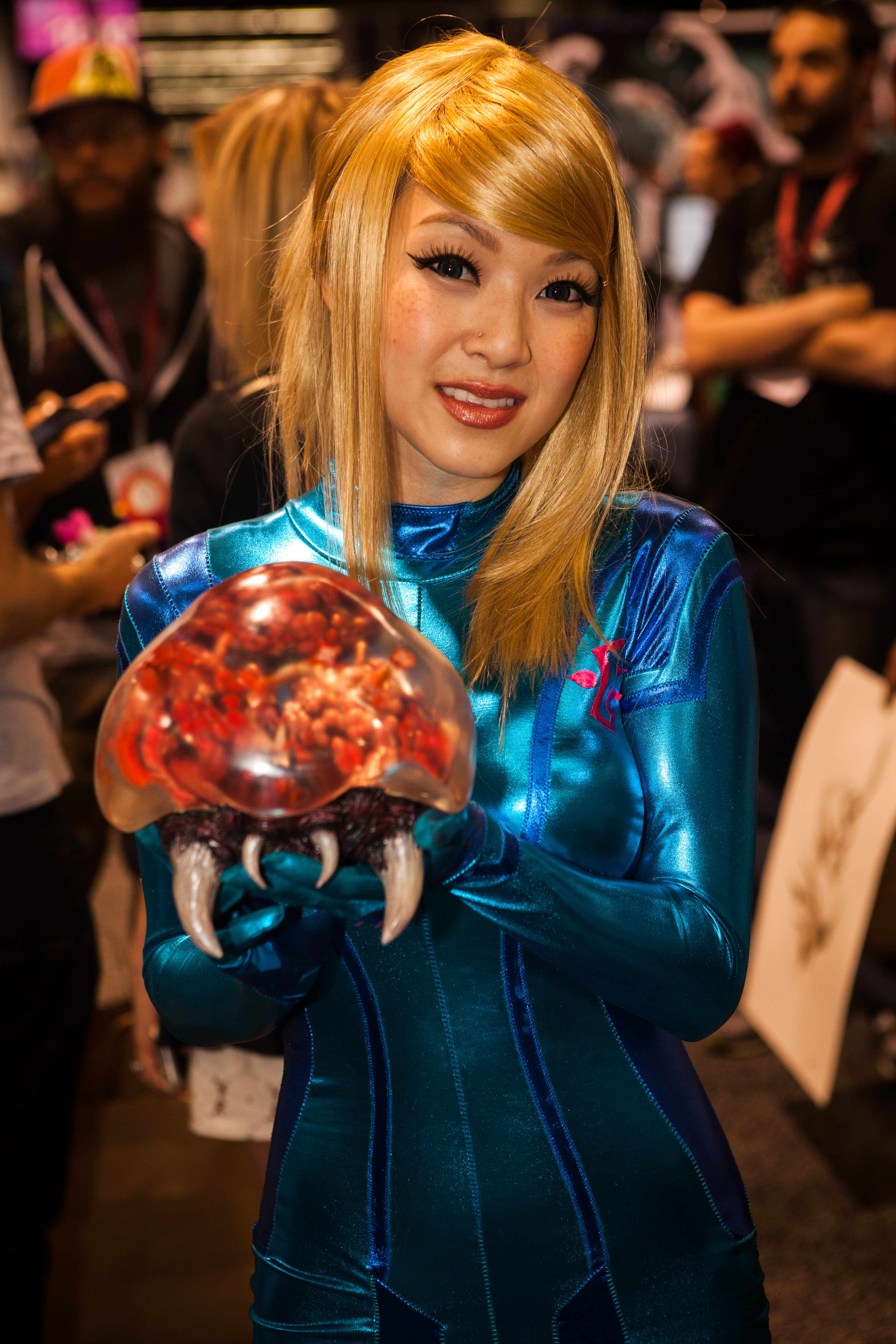
Cosplayer de Samus Aran con una larva Metroid.

- Larva metroide: La tapa más joven de un metroid, donde sólo es un pequeño saco de líquido con unos cuantos órganos dentro y de dos pequeños colmillos en la parte inferior del cuerpo. Este metroid es inofensivo, y sólo aparece uno en el juego.

- Metroide: La larva metroide se transforma en el Metroid normal, que es idénticamente igual a la etapa anterior, pero mucho más grande y capaz de ocasionar graves problemas a la cazarrecompensas. Su debilidad es el rayo de hielo (Ice beam), los misiles y varias descargas del Power beam.

- Metroide Alfa: Cuando el metroide comienza a evolucionar, empieza una etapa de reposo, que termina cuando este acaba de metamorfosearse en el metroide Alfa. Esta forma se compone de una gran bolsa ventral transparente que deja ver las entrañas del ser; el cuerpo en sí es una pequeña coraza que hay sobre ella, donde hay dos grandes ojos, de color azul. El ataque del metroide Alfa consiste en golpearte con su gran cuerpo. La debilidad de estos seres son los misiles estándares. Son extrañamente resistentes a las temperaturas bajas, como mejora evolutiva.

- Metroide Gamma: Tiene la capacidad de paralizar y matar a las presas usando corriente eléctrica. Posee cuatro patas y como cuerpo tiene una bolsa central con todos los órganos, además de ojos y una especie de pico: se asemeja a una araña. Se cree que el metroide Prime surgió de la mutación por Phazon de esta forma.

- Metroide Zeta: El metroide ha concluido casi su desarrollo, ya puede andar sólo a dos patas, la coraza que iba desarrollándose en su espalda ya casi le recubre todo el cuerpo y posee una gran boca con cinco dientes.

- Metroide Omega: En su última etapa, el metroide Zeta se transforma en el metroide Omega, el metroide más agresivo. Como su predecesor, este anda a dos patas, pero estas están mucho más desarrolladas, la coraza le recubre la bolsa ventral, que les hace más resistentes ante las armas de fuego. Poseen grandes garras, muy peligrosas.

- Reina metroide: Muy pocas veces, un único metroide se convierte en reina, que se encarga de criar huevos. Entonces, comienza a caminar a cuatro patas, crece y su cuerpo se recubre de una gran coraza. La forma de defensa de la reina metroide es su largo cuello, que se estira atacando así a sus presas, y tragándola con su gran boca. El punto débil es su estómago, con lo que Samus debía introducirse dentro de él para causarle daño.

También hay más tipos de Metroides que son:
- Metroide talloniano: Estos metroides, casi idénticos a los de SR-388, habitan en el planeta Tallon IV, se diferencian de los metroides estándares en que los colmillos pequeños están un poco más adelantados. Los metroides normales, al ser expuestos al Phazon, mutan en metroides tallonianos.

- Larva de metroide talloniano: Los metroides tallonianos se reproducen dentro de una gran vaina. Las larvas de metroide talloniano son pequeñas, de color azul y sin posibilidad de defensa. Debían encontrar una superficie de Phazon para poder evolucionar al metroide talloniano.

- Metroide cazador: A diferencia de los metroides de SR-388, el metroid talloniano, en vez de transformarse en los metroide Alfa, debido al alto nivel de Phazon en la superficie del planeta Tallon IV, evolucionan al metroide cazador, más alargado, con los colmillos más grandes y un largo y pegajoso tentáculo, parecido al del metroide Beta, con el que agarra a sus presas para que no escapen.

- Metroide fusión: Estos metroides, uno de los más peligrosos, tienen capacidad de resistencia al frío, los que les vuelven invulnerables al rayo de hielo. Tiene la capacidad de reproducirse mitóticamente después de recibir una ráfaga de disparos, que da resultado a dos metroides, cada uno resistente a un tipo de arma en concreto.

- Metroid Prime: Es el metroide más poderoso (parece un escorpión), logrado gracias a la descomunal cantidad de radiación de Phazon que recibió. Se piensa que deriva a raíz de un Metroid gamma, debido a su parecido físico. La batalla contra esta especie se divide en 2 partes, en la primera Samus debe combatir contra él y en la segunda contra su esencia, ya que su cuerpo está inerte. Es un metroide mutado con grandes cantidades de Phazon rojo. Para derrotarlo Samus utiliza el rayo de Phazon en el hiperestado (aparece en el juego de Metroid Prime).

- Metroide Oscuro: El metroide talloniano, si es poseído por la sustancia de Éter Oscuro (la oscurina), se convierte en este ser. Totalmente negro, con unos pequeños globos oculares en lo que antes fue la bolsa ventral, con varios pares de colmillos. Su ataque era el mismo que el Metroid Talloniano, absorberte la energía.

- Metroide de Phazon: En Metroid Prime 3, el metroide de Phazon es una mutación del metroide talloniano. Este metroide es más fuerte capaz de poder alzar a Samus cuando se convierte en morfosfera.

- Mochtroid: En el juego de Super Metroid, los piratas espaciales intentaron reproducir a la Larva Metroid que capturaron en la base espacial de Ceres aplicándole rayos Gamma, pero los primeros resultados eran más que indeseables, naciendo erráticos, deformes.

A diferencia de los Metroides normales (los que deseaban crear los piratas), los Mochtroids son más pequeños, sólo tienen un órgano en su interior y las garras más débiles que su predecesor. En el Super Metroid se encontraban aislados en Maridia, la zona acuática de Zebes.

## Apariciones
Los Metroids aparecen en casi todos los juegos de la serie Metroid. Un Metroid particular, la cría Metroid que se imprime en Samus Aran después de que ella destruye a la Reina Metroid en Metroid II: Return of Samus, se convierte en un personaje importante en juegos posteriores. También aparecieron en Kirby's Dream Land 3, la serie Kid Icarus (bajo el nombre de "Komayto") y en Super Smash Bros como ayudantes.

## Recepción
Game Informer llamó al Metroid su raza alienígena favorita en los videojuegos, elogiando cómo su apariencia es "verdaderamente alienígena" y que "representan un peligro inmediato y real" cuando aparecen. Hardcore Gaming 101 llamó a su diseño "icónico", y alabó su primera aparición en el Metroid original, diciendo que fue "un momento de conmoción y terror casi diferente a cualquier otro juego de NES", especialmente si el jugador no sabía cómo vencerlos.